# Notable Names Database
Notable Names Database (NNDB) este o Bază de date, On-line cu proprietatea de a fi conectat sau legat la o rețea electrică, de telefon, de Internet sau și la alte sisteme care acceptă conexiuni. Situl web (pagina web) a fost inițiată de „Soylent Communications“. Pe această pagină sunt prezentate în limba engleză date biografice ale unor personalități notabile ca autori, jurnaliști, actori, regizori și operele acestora în ordine cronologică.